# Дварс дор хет Хагеланд
Дварс дор хет Хагеланд (нидерл. Dwars door het Hageland) — шоссейная однодневная велогонка, с 2001 года проводящаяся в бельгийской провинции Фламандский Брабант.

## История
Первоначально в гонке участвовали любители. С 2010 года входит в календарь UCI Europe Tour. В 2010–2012 годах имела категорию 1.2, в 2016 году гонку повысили до категории 1.1. C этого же года является одним из событий Велошоссейного кубка Бельгии.
В 2016 году в маршрут были включены гравийные секции как на Страде Бьянке, мощёные участки как на Париж — Рубе и крутые подъёмы как на Туре Фландрии. А сама гонка, первоначально проходившая в городе Хагеланд, переехала в Арсхот и после прохождения Тинена финиширует в Цитаделе Диста.
Дистанция имеет протяжённость 190 км.

## Призёры
| Год                      | Победитель         | Второй             | Третий                |
| ------------------------ | ------------------ | ------------------ | --------------------- |
| 2001                     | Ян Клас            | Уэсли Беллен       | Сандро Бейнен         |
| 2002                     | Франк Верьянс      | Ваутер Ван Мехелен | Нильс Хаммерс         |
| 2003                     | Гордон Макколи     | Энди Ванхаудт      | Курт Ваутерс          |
| 2004-2006 не проводилась |                    |                    |                       |
| 2006                     | Гедиминас Багдонас | Нико Кёйперс       | Симас Кондротас       |
| 2007                     | Дэйв Брюландс      | Нико Кёйперс       | Курт Ван Гойдсенховен |
| 2008                     | Берт Схейрлинкс    | Лиуве Вестра       | Нико Сейменс          |
| 2009                     | Герт Омлоп         | Бенни Де Схродер   | Беньямин Жоржу        |
| 2010                     | Фредерик Аморисон  | Стейн Стелс        | Микаэль Тронборг      |
| 2011                     | Грегори Або        | Хюб Дёйн           | Кристиан Йоргенсен    |
| 2012                     | Тимоти Стивенс     | Дави Коммейн       | Нико Экхаут           |
| 2013-2015 не проводилась |                    |                    |                       |
| 2016                     | Ники Терпстра      | Ваут Ван Арт       | Флориан Сенешаль      |
| 2017                     | Матье Ван дер Пул  | Тако Ван дер Хорн  | Ваут Ван Арт          |
| 2018                     | Кристс Нейландс    | Элиа Вивиани       | Джанни Вермерш        |
| 2019                     | Кеннет Ванбилсен   | Ники Терпстра      | Квинтен Херманс       |
| 2020                     | Йонас Риккарт      | Нильс Экхофф       | Джанни Вермерш        |
| 2021                     | Расмус Тиллер      | Данни Ван Поппель  | Ив Лампарт            |
| 2022                     | Оскар Рисебек      | Джанни Вермерш     | Флориан Сенешаль      |
| 2023                     | Расмус Тиллер      | Стэн Ван Трихт     | Флориан Вермеерш      |
| 2024                     | Джанни Вермерш     | Джонас Абрахамсен  | Hartthijs de Vries    |